# キャット・ダンシング
『キャット・ダンシング』（The Man Who Loved Cat Dancing）は1973年のアメリカ合衆国の映画。マリリン・ダーラムによる同名小説を原作とし、リチャード・C・サラフィアンが監督した。主演はバート・レイノルズとサラ・マイルズ。

## キャスト
| 役名                     | 俳優                 | 日本語吹き替え | 日本語吹き替え |
| 役名                     | 俳優                 | フジテレビ版   | テレビ朝日版   |
| ------------------------ | -------------------- | -------------- | -------------- |
| ジェイ・グロバート       | バート・レイノルズ   | 広川太一郎     | 田中信夫       |
| キャサリン・クロッカー   | サラ・マイルズ       |                | 小原乃梨子     |
| ハーヴェイ・ラプチャンス | リー・J・コッブ      | 富田耕生       | 神田隆         |
| ドーズ                   | ジャック・ウォーデン |                |                |
| ビリー・ボーウェン       | ボー・ホプキンス     |                | 富田耕生       |
| ウィラード・クロッカー   | ジョージ・ハミルトン |                |                |
| ダブ                     | ロバート・ドナー     |                |                |
| ベン                     | サンディ・ケヴィン   |                |                |
| アイアンナイフ           | ラリー・リトルバード |                |                |

- テレビ東京版：初回放送1979年3月23日『ゴールデン洋画劇場』
- テレビ朝日版：初回放送1984年1月22日『日曜洋画劇場』

## スタッフ
- 監督：リチャード・C・サラフィアン
- 製作：マーティン・ポール、エレノア・ペリー
- 原作：マリリン・ダーラム
- 脚本：エレノア・ペリー
- 撮影：ハリー・ストラドリング・ジュニア
- 編集：トム・ロルフ
- 音楽：ジョン・ウィリアムズ